# Halo: Nightfall
Halo: Nightfall (en français « Halo : Crépuscule ») est une série télévisée américaine de science-fiction militaire, et d'action en cinq épisodes, également présentée au format film. Son scénariste est Paul Scheuring, créateur de Prison Break (sous la supervision de 343 Industries). Elle a été réalisée par Sergio Mimica-Gezzan et produit par Scott Free Productions (Ridley Scott). 
Elle met en vedette Mike Colter (The Good Wife), Christina Chong (24: Live Another Day), Luke Neal (es) (Wilderness) et Steven Waddington (Le Dernier des Mohicans). 
Elle fut diffusée en streaming en 5 épisodes de 15 à 28 minutes du 11 novembre 2014 au 10 décembre 2014, chez les possesseurs de la compilation Halo: The Master Chief Collection sur la console Xbox One de Microsoft. Elle introduit le personnage de Jameson Locke, qui joue un rôle dans Halo 5: Guardians.
Nightfall se déroule sur le « Fragment Alpha » dans l'espace de l'univers de la franchise de jeux vidéo Haloentre les événements de Halo 4 (film : Halo 4 : L'Aube de l'espérance) et Halo 5 : Guardians. Le film est tourné en langue anglaise. 
Le tournage s'est déroulé en Islande pour le Fragment Alpha et en Irlande du Nord pour la planète Sedra.

## Synopsis
En 2525, l’alliance militaro-théocratique d'aliens, les Covenants pensent que les humains sont indignes de leurs dieux Forerunner, une ancienne civilisation disparue ayant créé et habité sept gigantesques structures circulaires : les structures Halo. Ils déclenchent une guerre contre l'humanité, qui parvient à les arrêter. Un traité de paix est conclu, mais les tensions sont loin d'être effacées, et les colonies humaines extérieures restent vulnérables face aux infiltrations clandestines des Covenants. L'ONI (Office of Naval Intelligence) est donc chargé de mener des opérations de contre-espionnage pour battre les Covenants à leur propre jeu. Mais un attentat terroriste sur une colonie reculée révèle une menace inédite contre l'Humanité, et pour l'enrayer, une unité de l'ONI doit retourner là où tout a commencé : Halo Alpha, autrefois détruit par le Major… 

### Épisode 1: Ce n'est que le début
Le Lieutenant-Commandant Jameson Locke et son unité de l'ONI sont envoyés sur Sedra pour enquêter et contrer une possible infiltration des Covenants, sous la supervision des Lieutenants Jordan Gaines et Mason Hundley. 
Dans une forêt proche de la capitale, Jameson Locke et son équipe, le Lieutenant Michael Horrigan, le Second Maître Alistair Bov Estrin et l'Adjudant Gregory Aio Ramos, suivent un alien du nom d'Axl, qui rencontre un Dévot Sangheili. Il lui remet du réfrigérant cryogénique, qui n'a ici qu'un seul usage : fabriquer une bombe.
Ramos intercepte Axl pendant que Locke poursuit le Sangheili dans les tunnels d'accès à la ville, suivi de près par ses hommes. Le Sangheili réussit à outrepasser la vigilance de Gaines et Hundley et pénètre dans un centre commercial. Locke le rattrape et le blesse, mais le Sangheili active la bombe et se jette dans le vide. Il ne survit pas à la chute, mais la bombe se déclenche et envoie un élément qui se répand à travers toute la ville et au-delà. 
De nombreuses personnes sont touchées, comme Gaines et Hundley, mais l'élément, proche de l'Élement 120 et capable de détruire exclusivement l'ADN humain, n'affecte pas systématiquement les humains. Gaines et Hundley sont décontaminés à l'hôpital de la Garde Coloniale Sedrane, sur ordre du Colonel Randall Aiken, dont la fille est également touchée. La Garde Coloniale Sedrane découvre le vaisseau cargo vide des intermédiaires, permettant de découvrir le lieu d'origine du virus. Le Colonel interroge alors violemment Axl ; mais Locke intervient, et sa méthode plus douce convainc Axl de tout raconter.
Les Zélotes de l'Alliance Covenante ont découvert l'élément mortel sur le Fragment Alpha, un artéfact ancestral, surnommé « enfer », morceau de l'Installation 04 de l'anneau Halo, orbitant autour de l'étoile Orrichon. Cet élément inconnu jusqu'à présent a pu être créé par les températures subies par le Fragment Alpha lors de la fusion et l'explosion des réacteurs du Pillar of Autumn qui ont conduit à la destruction de Halo. Le Fragment Alpha a été envoyé dans le sous-espace jusqu'au système d'Orrichon et tourne depuis en orbite autour de l’étoile. La surface exposée à ses rayons devient brûlante à 500 degrés, ce qui oblige à mener les opérations de nuit. Les Zélotes payent des contrebandiers ayant le courage de s'aventurer sur l'artefact pour récolter l'Élément à leur place. 
Une fois le fragment localisé, l'UNSC repère un vaisseau cargo qui se rend sur le Fragment Alpha. Les agents de l'ONI décident de s'y rendre pour les capturer, et ainsi obtenir des preuves que les Covenants ont rompu le traité de paix avec les humains. La mission doit également désintégrer totalement le Fragment Alpha avec une tête nucléaire HAVOK pour détruire définitivement la source du virus. Le groupe aura 8 heures pour poser l'ogive nucléaire de nuit avant d'être brûlés. 
L'Amiral Goodwin approuve la mission. Mais pour qu'elle réussisse à empêcher une nouvelle récolte, et donc une nouvelle attaque, l'ONI devra collaborer avec la Garde Coloniale Sedrane, dirigée par le Colonel Aiken. Ce dernier, ayant appris le décès de sa fille, exige d'accompagner avec ses hommes Locke et son équipe, ce qu'il obtient. Les deux commandants embarquent leurs équipes respectives dans le Condor et se dirigent vers le Fragment Alpha.

### Épisode 2: Venus tout droit de l'enfer
Dans le Condor, l'agent Locke et le colonel Aiken conduisent leurs équipes respectives sur le Fragment Alpha. Après avoir débarqué, le groupe trouvent le vaisseau cargo et voient des traces de chevaux qui en partent ; il les suit et trouve Arris Le et Haisal Wari. Les soldats les capturent et les ramènent au Condor, mais le vaisseau est attaqué par des vers Lekgolos qui sentent les technologies actives. Le Condor se crashe, après que Macer eu le temps de s’éjecter. Les vers Lekgolos attaquent les humains qui s’enfuient en éteignant tout leur équipement et en restant immobile.

### Épisode 3: Le Règlement de la navette de survie
Les soldats espèrent récupérer l’ogive nucléaire à bord du Condor, mais si celui-ci est détruit, les trois heures restant avant le lever du soleil, ne permettront pas d’appeler et d’attendre l’arrivée à temps de secours. Il s'avère que le vaisseau cargo de classe Bactrian des contrebandiers ne possède que deux places ; Aiken décide donc d'appliquer le code des naufragés : les deux places seront tirées à la courte paille. Samantha Wisner fait tomber un réservoir d’oxygène sans remarquer qu'il s'est activé dans sa chute ; les vers Lekgolos l’attaquent et la dévorent sans que le groupe n’ai le temps de la sauver, avant de poursuivre le groupe, qui s’enfuit. Le pied de Locke se bloque dans un rocher, mais Macer active une réserve d’oxygène et la jette au loin, éloignant les vers et sauvant Locke.

### Épisode 4: Dieux des maudits
Les vers Lekgolos reproduisent la forme humanoïde Samantha Wisner pour attirer les soldats, mais ils ne tombent pas dans le piège. Haisal se casse la cheville, ce qui ralentit le groupe poursuivi par les vers. Horrigan jette Haisal qui ne pouvant s’arrêter, tombe sur les vers qui le dévorent ; le groupe en profite pour s'enfuir. Lors de la traversée d'une crevasse, Erstin glisse et tombe dans le vide, parce que Ramos la laissé à son sort. Lors d'une nouvelle pause d'oxygène, Horrigan et Ramos menacent avec leurs armes les autres soldats et s’enfuient avec Arris pour aller faire décoller le cargo. Locke, Aiken et Macer découvrent enfin le Condor.

### Épisode 5: Sauve qui peut
Locke, Aiken et Macer sortent la bombe HAVOK du Condor ; mais pour faire voler le Condor jusqu'au cargo, ils doivent utiliser la pile de rechange de la bombe qui devra être activée manuellement et non pas à distance : une personne doit être désignée à la courte paille. Aiken brise le collier de sa fille et en garde trois billes, deux blanches et une rouge qui désignera celui qui reste se sacrifier. Macer et Locke tirent une blanche. Locke et Macer partent vers le cargo, laissant Aiken au sol avec la bombe HAVOK.
Horrigan et Ramos s'arrêtent pour respirer. Arris en profite pour se libérer de ses liens et rejoindre le cargo. Horrigan active le sac à dos de Ramos, qui est attaqué par les vers Lekgolos. Arris démarre le cargo avec l’empreinte digitale de sa main, mais est abattu par Horrigan qui est dévoré par les vers Lekgolos, attirés par le mouvement de son fusil. 
Les vers se jettent sur le cargo, empêchant Locke et Macer d’y monter. Aiken met la bombe HAVOK en fonctionnement, créant un signal qui attire vers lui les vers Lekgolos, et libère le passage vers le cargo. Il s'avère à ce moment que Aiken avait truqué le jeu en ne prenant que des perles blanches. Locke et Macer montent dans le cargo et s’enfuient suffisamment loin pour ne pas être touchés par l’explosion du Fragment Alpha qui est complètement détruit au lever du soleil.

## Fiche technique
- Titre original : Halo: Nightfall
- Titre français : Halo : Crépuscule
- Réalisation : Sergio Mimica-Gezzan
- Scénario : Paul Scheuring (sous la supervision de 343 Industries)
- Production : Scott Free Productions (Ridley Scott)
- Société de production : 343 Industries, Kathy Whitlow, Scott Free Productions et Xbox Entertainment Studios (en)
- Durée totale : 98 minutes
- Pays d'origine :  États-Unis
- Langue originale :  Anglais (États-Unis)
- Genre : Action, Science-fiction, Thriller, Web-série
- Lieu de diffusion :  Monde
- Dates de diffusion : 
  - Épisode 1 : « Ce n'est que le début », 11 novembre 2014, 28 min
  - Épisode 2 : « Venus tout droit de l'enfer », 19 novembre 2014, 23 minutes
  - Épisode 3 : « Le règlement de la navette de survie », 26 novembre 2014, 22 minutes
  - Épisode 4 : « Dieux des maudits », 3 décembre 2014, 22 minutes
  - Épisode 5 : « Sauve qui peut », 10 décembre 2014, 24 minutes

## Distribution
- Mike Colter (VF : Frantz Confiac) : Lieutenant-Commandant Jameson Locke
- Luke Neal (es) (VF : Arnaud Arbessier) : Lieutenant Michael Bradley Horrigan
- Alexander Bhat (VF : Valéry Schatz) : Second Maître Alistair Bov Estrin
- Christian Contreras (VF : Adrien Antoine) : Warrant Officer Gregory Aio Ramos
- Shaun Blaney (VF : Nicolas Bacon) : Lieutenant Mason Hundley
- Sarah Armstrong (VF : Sandra Valentin) : Lieutenant Jordan Gaines
- Steven Waddington (VF : Lionel Tua): Colonel Randall Aiken
- Christina Chong (VF : Karine Foviau) : Soldat Première Classe Talitha Macer
- Jennie Gruner (VF : Dorothée Pousséo) : Sergent Samantha Wisner
- Alexis Rodney (en) (VF : Xavier Fagnon) : Arris Le (contrebandier)
- Eric Kofi Abrefa (VF : Namakan Koné) : Haisal Wari (contrebandier)
- Enda Oates (en) (VF : Georges Claisse) : Contre-Amiral Goodwin
- Jonathan Harden (en) : Yonhet Axl
- Paul Kennedy (VF : Mathias Kozlowski) : Rowan Daoud

- Version française
  - Société de doublage : Deluxe Media Paris
  - Direction artistique et adaptation des dialogues : Marc Bacon

Source VF : RS Doublage,